# Stefano Reali
Stefano Reali (* 3. November 1957 in Frosinone, Latium) ist ein italienischer Drehbuchautor und Filmregisseur.

## Leben
Reali drehte 1985 den Kurzfilm Exit zusammen mit Pino Quartullo. Dieser war Teil der sechsteiligen dem Kino gewidmeten Kurzfilm-Reihe Passione mia von Monica Vitti, die für Rai Uno entstand. In dieser Reihe bekamen Absolventen des Centro sperimentale di cinematografia und der Accademia nazionale d’arte drammatica die Möglichkeit sich zu profilieren. Der Film wurde bei der Oscarverleihung 1987 für den Oscar als „Bester Kurzfilm“ nominiert, verlor aber gegen Precious Images von Chuck Workman.
1988 wurde Reali als Regisseur des Films Verschollen im Dschungel für den David di Donatello Award als bester neuer Regisseur nominiert. Er drehte anschließend fürs Kino und Fernsehen. 1998 wurde er als Regisseur von In barca a vela contromano für den Golden Ciak nominiert.
2010 gewann Reali beim Festival International de Programmes Audiovisuels eine Golden FIPA sowie eine Silver FIPA für den Fernsehfilm Lo scandalo della Banca Romana.

## Filmografie (Auswahl)
Als Regisseur
- 1985: Exit (Kurzfilm)
- 1988: Verschollen im Dschungel (Laggiù nella giungla)
- 1988: Ultimo
- 1993: Zwei Brüder in einem Boot (Una storia italiana)
- 1995: Il prezzo della vita
- 1997: Die heiligen vier Könige (Il quarto re)
- 1998: In barca a vela contromano
- 2000: Der Flug des Adlers (Le ali della vita)
- 2001: Le ali della vita 2
- 2003: I terrazzi.1
- 2004: Verso nord
- 2007: La terza verità
- 2010: Lo scandalo della Banca Romana
- 2011: Come un delfino
- 2012: Caruso

Als Drehbuchautor
- 2014: Come un delfino – La serie (Miniserie)
- 2016: Rimbocchiamoci le maniche (Fernsehserie)